# 吴惠天
吴惠天（1943年6月—2012年5月15日），福建南靖人，汉族，中华人民共和国政治人物，第九届、第十届、第十一届全国政协委员。
担任福建省总商会副会长、福建省漳州市政协副主席。2008年，当选第十一届全国政协委员，代表经济界，分入第三十六组。